# LR Весов
LR Весов (лат. LR Librae) — двойная затменная переменная звезда типа Алголя (EA) в созвездии Весов на расстоянии приблизительно 1036 световых лет (около 318 парсеков) от Солнца. Видимая звёздная величина звезды — от +13,7m до +13,1m. Орбитальный период — около 0,5904 суток (14,169 часов).